# Vysílač Děvín
Vysílač Děvín se nachází na stejnojmenném vrchu o nadmořské výšce 550 m n. m., který je součástí Pavlovských vrchů na jižní Moravě. Je vysoký 57 m a stojí na vyšším vrcholu. Svým vysíláním pokrývá velké území jižní Moravy.

## Vysílané stanice

### Televize
Z Děvína jsou šířeny následující televizní multiplexy:
|        | Multiplex    | Kanál | Kmitočet | Výkon (ERP) | Polarizace   |
| ------ | ------------ | ----- | -------- | ----------- | ------------ |
| DVB-T2 | Multiplex 21 | 26    | 514 MHz  | 25 kW       | horizontální |
| DVB-T2 | Multiplex 22 | 40    | 626 MHz  | 25 kW       | horizontální |
| DVB-T2 | Multiplex 23 | 33    | 570 MHz  | 25 kW       | horizontální |

### Rozhlas
Z Děvína vysílá digitální rozhlas DAB+:
|      | Multiplex   | Kanál | Kmitočet    | Výkon (ERP) | Polarizace |
| ---- | ----------- | ----- | ----------- | ----------- | ---------- |
| DAB+ | ČRo DAB+    | 12D   | 229,072 MHz | 5 kW        | mixovaná   |
| DAB+ | ČRA DAB+ CZ | 7C    | 192,352 MHz | 10 kW       | mixovaná   |

## Ukončené vysílání

### Analogová televize
Vypínání analogového vysílání probíhalo v listopadu 2011.
| Vypnuto       | Stanice  | Kanál | Kmitočet   | Výkon (ERP) | Polarizace   |
| ------------- | -------- | ----- | ---------- | ----------- | ------------ |
| listopad 2011 | ČT1      | 26    | 511,25 MHz | 300 kW      | horizontální |
| listopad 2011 | TV Prima | 30    | 543,25 MHz | 1 kW        | horizontální |

### Digitální vysílání DVB-T
Vypínání původních DVB-T multiplexů probíhalo od 29. července do 30. září 2020, postupně bylo nahrazeno DVB-T2 multiplexy.
| Vypnuto       | Multiplex   | Kanál | Kmitočet | Výkon (ERP) | Polarizace   |
| ------------- | ----------- | ----- | -------- | ----------- | ------------ |
| červenec 2020 | Multiplex 1 | 29    | 538 MHz  | 25 kW       | horizontální |
| září 2020     | Multiplex 2 | 40    | 626 MHz  | 25 kW       | horizontální |
| září 2020     | Multiplex 3 | 59    | 778 MHz  | 1 kW        | horizontální |

## Nejbližší vysílače
| Růžice kompasu | Javořice 103,2 km | Barvičova 37 km | Babí lom 33,8 km          | Růžice kompasu |
| Růžice kompasu | Kleť 173,3 km     | Sever           | Velká Javořina (SK) 75 km | Růžice kompasu |
| Růžice kompasu | Kleť 173,3 km     | Západ · Východ  | Velká Javořina (SK) 75 km | Růžice kompasu |
| Růžice kompasu | Kleť 173,3 km     | Jih             | Velká Javořina (SK) 75 km | Růžice kompasu |
| Růžice kompasu |                   |                 |                           | Růžice kompasu |